# Pep Divins i Aynés
Pep Divins i Aynés (Llobera, 1951) és un pastor i poeta català.

## Biografia
Pep Divins va néixer en una casa de pagès a dues-centes passes del bosc. La seva mare era analfabeta, però tenia un vocabulari extraordinari. Tot i que el seu pare sabia llegir, a casa només va veure un llibre: les instruccions del tractor que van comprar.
Als nou anys va començar a l'escola i en sis mesos va aprendre a llegir i a escriure. Després va estudiar batxillerat un any a Solsona, un any a la Seu d'Urgell i un any a Lleida, però el seu albinisme en va dificultar l'adaptació. Als quinze va anar a treballar a la serradora Cal Casserres de Solsona. Mentrestant, el 1967 es va matricular als estudis de Filosofia i Lletres a la Universitat de Barcelona, però convençut que mai no exerciria cap professió liberal, va abandonar la universitat. Finalment, als vint-i-set va començar a fer de pastor d'un ramat d'ovelles.
Influït per la Grècia Antiga, l'anarquisme i la mística, com a poeta escriu aforismes o poemes que són «una successió de llampegades d'imatges». S'autoedita els llibres i tots els beneficis els dona a l'Associació Amisol que treballa per a millorar la qualitat de vida de les persones amb discapacitat.

## Obra publicada
- Invitació al foc (1980)
- El pòsit dels dies (2014)
- El llevat de la vida (2018)[4]